# Mord ombord (TV-serie)
Mord ombord (engelska: The Good Ship Murder) är en brittisk kriminaldramaserie vars första säsong hade premiär den 13 oktober 2023. Första säsongen bestod av åtta avsnitt. Den andra säsongen hade premiär den 18 december 2024. Serien är skapad av Mike Benson och Paul Matthew Thompson som också skrivit seriens manus.

## Handling
Serien handlar om den före detta polisen Jack Grayling som sadlar om till att bli sångare på ett lyxigt kryssningsfartyg i Medelhavet. När en våg av mystiska mord börjar inträffa ombord kompliceras hans planer.

## Rollista i urval
- Shayne Ward - Jack Grayling
- Catherine Tyldesley - Kate Woods
- Claire Sweeney - Beverley Carnell
- Geoff Breton - Piers de Vreese
- Ross Adams - Colin Smallwood